# 八珊頓道
八珊頓道（8 Shenton Way，原稱：The Treasury和Temasek Tower（淡馬錫大廈））是新加坡第六高樓，共52層，高達234.7（770英尺），也是現在世界上最高的圓柱體建築物。八珊頓道建造於1986年。新加坡財政部在此設立辦公室時稱為淡馬錫大廈。現在BBDO的亞洲太平洋地區總部位於此大樓中。2007年4月，嘉德置地將其賣給了現在的擁有者MGP Raffle Pte Ltd。

## 外部連結
- 8 Shenton Way （页面存档备份，存于） at MGPA